# Sphingicampa raspa
Sphingicampa raspa är en fjärilsart som beskrevs av Jean Baptiste Boisduval 1871/72. Sphingicampa raspa ingår i släktet Sphingicampa och familjen påfågelsspinnare. Inga underarter finns listade i Catalogue of Life.